# Mexx Benelux Open 2000
Mexx Benelux Open  2000 — жіночий тенісний турнір, що проходив на відкритих кортах з ґрунтовим покриттям в Антверпені (Бельгія). Належав до турнірів 4-ї категорії в рамках Туру WTA 2000. Відбувсь усьоме і тривав з 15 до 21 травня 2000 року. Перша сіяна Аманда Кетцер здобула титул в одиночному розряді й отримала 22 тис. доларів США.

## Фінальна частина

### Одиночний розряд
Аманда Кетцер —  Крістіна Торренс-Валеро, 4–6, 6–2, 6–3
- Для Кетцер це був перший титул в одиночному розряді за сезон і 7-й — за кар'єру.

### Парний розряд
Сабін Аппельманс /  Кім Клейстерс —  Дженніфер Гопкінс /  Петра Рампре, 6–1, 6–1